# جورج بيركنز مارش
جورج بيركنز مارش (بالإنجليزية: George Perkins Marsh)‏ هو دبلوماسي ولغوي وسياسي أمريكي، ولد في 15 مارس 1801 في وودستوك في الولايات المتحدة، وتوفي في 23 يوليو 1882 في إيطاليا. حزبياً، نشط في حزب اليمين.

## مناصب
- انتخب سفير.
- انتخب سفير الولايات المتحدة  لدى تركيا [الإنجليزية]‏.
- انتخب سفير الولايات المتحدة  لدى إيطاليا [الإنجليزية]‏.
- انتخب عضو مجلس النواب الأمريكي عن دائرة Vermont's 3rd congressional district [الإنجليزية]‏ (4 مارس 1843 – 1849).

## روابط خارجية
- جورج بيركنز مارش على موقع الموسوعة البريطانية (الإنجليزية)
- جورج بيركنز مارش على موقع إن إن دي بي (الإنجليزية)